# Kentucky Mountain Saddle Horse
Il Kentucky Mountain Saddle Horse è una razza equina statunitense, dello Stato del Kentucky da cui deriva il nome. È un cavallo dal temperamento docile, adatto per cavalieri inesperti e bambini. È stata fondata un'associazione di razza (KMSHA) in cui vengono iscritti solo cavalli che rispecchiano determinati standard di razza.

## Caratteristiche

### Altezza
I Kentucky Mountain Saddle devono avere un'altezza superiore ai 112 cm per entrare nel libro genealogico e quindi essere registrati come tali.
I cavalli registrati si dividono inoltre in due categorie: 
categoria A) i cui cavalli superano i 147 cm mentre
categoria B) hanno una fascia di altezza dai 112 cm ai 145 cm

### Mantello
Tra i colori solidi riconosciamo mantelli come il palomino, grigio, perlino, cremello,grullo, pelo di daino, marrone, roano, champagne mentre le code sono solitamente color argento o crema chiaro.
Riguardo al colore secondo la KMSHA i cavalli possono dividersi in gruppi con colori solidi con marcature bianche consentite dai canoni di razza su muso, zampe e piccole macchie nel ventre, l'importante è non superare i 36 pollici quadrati del mantello del cavallo.
I cavalli invece con un bianco eccessivo, compreso l'intero muso, balzane e sopra le ginocchia sono invece registrati nella SMHA che è una filiale della KMSHA che si occupa della classificazione dei cavalli di montagna maculati.
Puledri a tinta unita nati da due genitori registrati SMHA sono registrati anch'essi nel libro genealogico SMHA e i cavalli delle KMSHA non possono essere registrati in entrambe le associazioni.

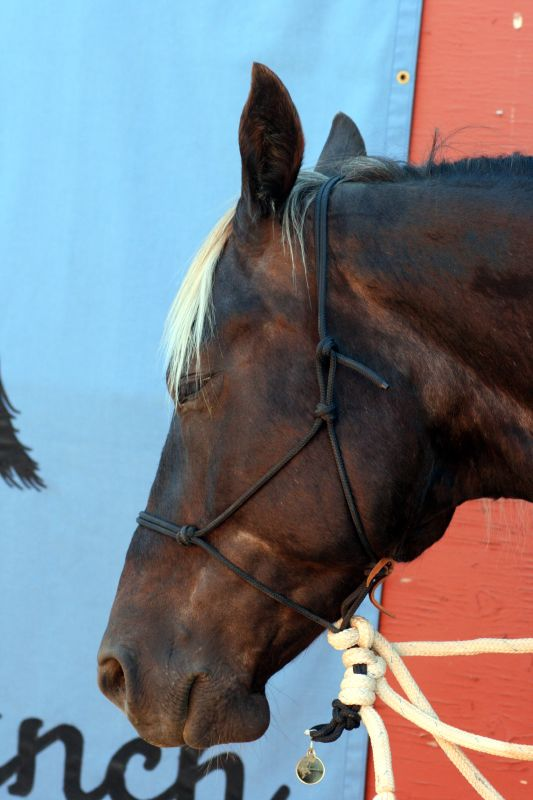
Testa di KSH

### Morfologia
Sono cavalli compatti, muscolosi ma di medie dimensioni
Morfologicamente parlando hanno il profilo facciale piatto, un collo di media muscolatura e lunghezza e un petto profondo con spalle ben inclinate
Il garrese risulta prominente, la linea dorso-lombare è dritta e piuttosto lunga, con groppa orizzontale. Gli arti sono lunghi e slanciati e gli zoccoli sono piccoli ma solidi con talloni aperti, gli appiombi però sono poco corretti con anteriori gettati in avanti e posteriori dritti sul garrese

### Temperamento
Questi cavalli hanno delle pretese a livello di comportamento, ovvero devono avere un temperamento gentile e tranquillo adatto per persone inesperte.
Questa tipologia di razza presenta un'andatura naturale tranquilla e a passo lento chiamata “single-foot” che sostituisce il trotto (entrambe le andature sono intermedie tra una passeggiata e un galoppo)
Questa andatura è caratterizzata da 4 tempi mentre il trotto solo da 2, questi due passi in più offrono al cavaliere una scorrevolezza maggiore avendo sempre un piede appoggiato a terra; questo riduce al minimo il rimbalzo del fantino e quindi il movimento della linea superiore della schiena del cavallo, permette al cavallo una velocità intermedia ma con una conservazione di energia più efficace.

## Storia
Per oltre 2 secoli il cavallo Kentucky Mountain Saddle è stato allevato nei Monti Appalachi, in particolare nella parte orientale, nei territori collinari dell'attuale regione americana del Kentucky, dove dimostrava ottima adattabilità per la sua rusticità
Tra i diversi antenati di questa razza riconosciamo il Tennessee Walking Horses, Rocky Mountain Horses e il Florida Cracker Horse dai quali però negli anni si sono definite visibili differenze.
È una razza scoperta e migliorata dagli allevatori, che cercavano un cavallo adatto al lavoro agricolo: compatto e potente
Nel 1989 Robert Robinson Jr. ha fondato la prima associazione della razza, denominandola Kentucky Mountain Saddle Horse Association (KMSHA) per preservare il patrimonio genetico di questa razza
Nel 2002 è stata costituita la Spotted Mountain Horse Association (SMHA)
Gli standard di questi gruppi sono uguali, la differenza sostanziale è nella divisione del colore.
Per oltre 200 anni, il cavallo da sella ha vissuto nelle colline e nelle valli di molte zone del Kentucky; Alla fine degli anni '80 sono stati addomesticati e allevati per le impegnative esigenze della vita agricola.
Negli ultimi 20 anni questi cavalli sono diventati un "cavallo da diporto" molto ricercato in tutto il Kentucky e in tutto il mondo, per il loro temperamento disinvolto, la loro intelligenza, versatilità, disponibilità e, soprattutto, un'andatura a quattro tempi fluida, confortevole e naturale

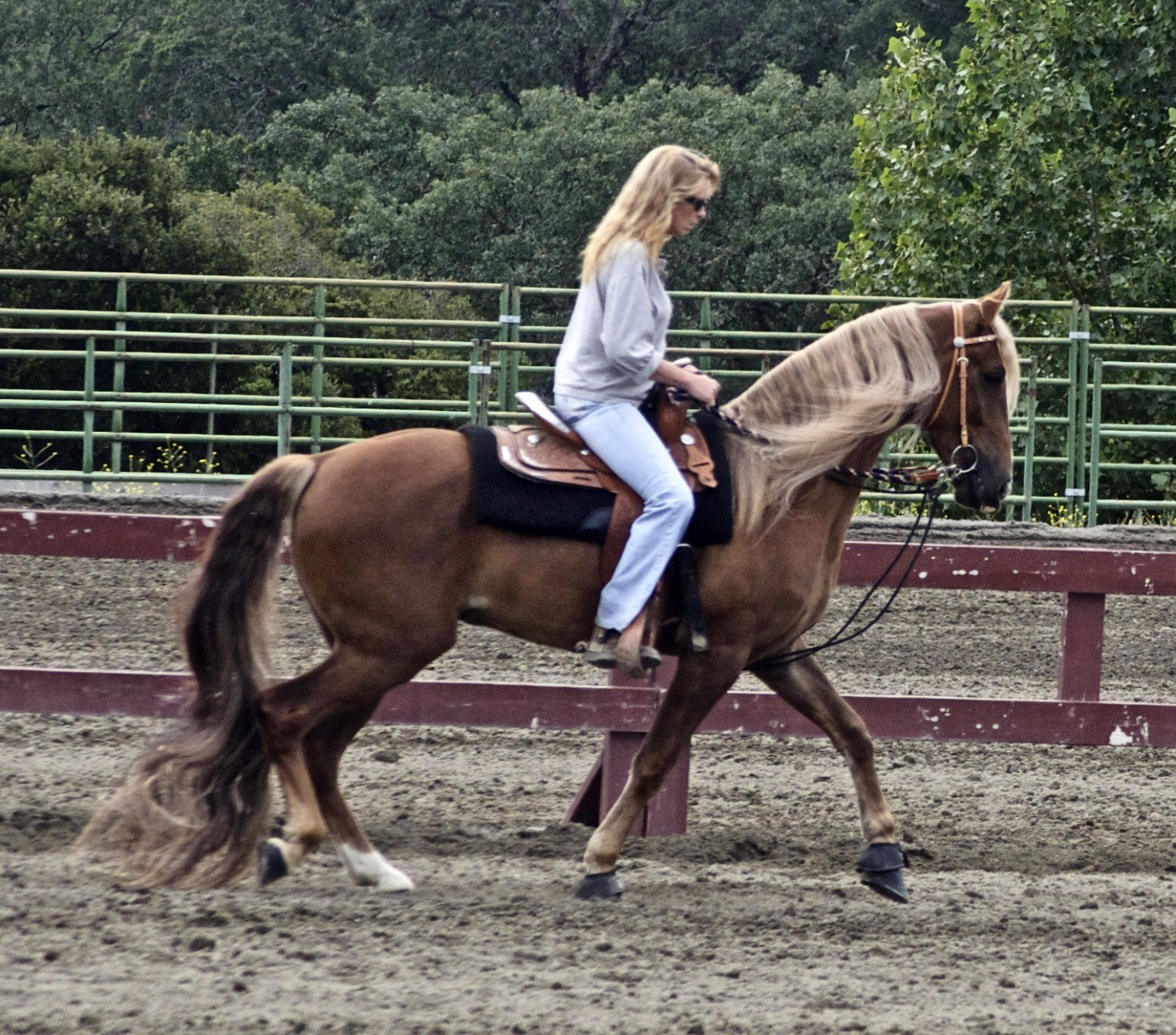

## Usi
Sono animali molto versatili ed utilizzati per un'ampia varietà di attività e scopi.
Grazie al loro buon temperamento vengono utilizzati come cavalli da equitazione
Vista la loro robustezza vengono anche utilizzati nel lavoro il fattoria, in quanto sono in grado di lavorare su terreni accidentati.
Sono inoltre ottimi compagni per le forze dell'ordine e vengono utilizzati come “cavalli della polizia”
Vista la sinuosità della loro andatura sono famosi cavalli da pista, vengono anche usati come cavalli da diporto e possono essere utilizzati nelle parate, come cavalli da esposizione.

## KMSHA
Fianco a fianco, la Kentucky Mountain Saddle Horse Association e la Spotted Mountain Horse Association si impegnano a proteggere e preservare il patrimonio delle nostre razze guidando i nostri membri in una direzione positiva e produttiva in questa stagione e oltre.
Il nostro obiettivo comune è promuovere il valore del nostro cavallo attraverso programmi premier positivi, tra cui spettacoli nazionali e regionali, trail rides, marketing nazionale e promozioni, sottolineando la qualità e il valore.
La nostra adesione è il nostro bene più prezioso. Accentueremo la lealtà e l'amicizia come nostro motto e il servizio e l'affidabilità come nostra linea guida. Ci impegneremo per l'uguaglianza tra i nostri membri, non importa dove vivano o cosa facciano e ci avvaliamo del loro sostegno per rendere le nostre razze di cavalli di montagna le più grandi e le migliori di tutte.
Questo, amici nostri, è tutto ciò che riguarda lo spirito sfrenato, è il nostro impegno ad allevare amicizia e cameratismo, nonché ad allevare i nostri cavalli in un modo che produca il loro continuo miglioramento. Vogliamo continuare a dimostrare a tutti, con il nostro esempio, che siamo in "Cima delle Montagne". Lo faremo attraverso la nostra dedizione e lealtà verso il nostro cavallo e gli uni verso gli altri.

### Storia della KMSHA
La Kentucky Mountain Saddle Horse Association (KMSHA) è stata costituita nel 1989 da Robert Robinson Jr. L’associazione è nata con lo scopo di conservare la ricchezza genetica della razza tramite la certificazione dei soggetti che soddisfano i requisiti di razza.
Per i soggetti che presentavano requisiti uguali al KMSH ma mantello pezzato, è stata formata nel 2002 la Spotted Mountain Horse Association (SMHA). Quest’associazione è semplicemente una sussidiaria della KMSHA utilizzata nella documentazione dei cavalli di razza pezzati.
Entrambe le razze sono ufficialmente ammesse dall’università del Kentucky (test di discendenza equina e centro risorse genetiche), ciascuna con determinate qualità peculiari e caratteristiche genetiche note.
Negli ultimi venticinque anni l’associazione si è progressivamente sviluppata. Al momento attuale ci sono oltre 26000 cavalli registrati e circa 2900 soci. Il progresso e lo sviluppo ci sono stati e stanno continuando attraverso gli sforzi intrapresi per far conoscere le razze.
Ora questa razza è presente in ogni stato americano, nel solo Kentucky ci sono più di 15.000 cavalli. La razza è presente anche in Canada e ha numeri in forte aumento in tutta l’Europa.
Sono stati creati dei marchi registrati e marchi di certificazione al fine della valorizzazione della razza i quali non possono essere utilizzati senza l'espresso consenso scritto della KMSHA.

### Standard di razza

#### Registrazione puledri
È possibile ottenere un certificato di registrazione temporaneo per i puledri nati da entrambi i genitori certificati KMSH/SMH. Generalmente per ottenere questo certificato bisogna semplicemente mandare: delle foto dell’animale, dei peli della criniera e alcuni dati (riguardanti l’allevamento e l’animale).

#### Certificazione dei cavalli
Il soggetto deve essere certificato prima che si sia riprodotto o abbia compiuto quattro anni. Ma, prima ancora di poter agire con la certificazione, deve essere analizzato il DNA. I dati che ne stabiliscono l’identità vengono poi archiviati nel l’ufficio KMSHA. Nel caso in cui l’animale soggetto delle prove riceva esito positivo dell’esame per la struttura fisica e la fluidità dell'andatura, solo allora si potrà procedere con l’inserimento dei dati nei registri e nei libri genealogici della KMSHA. L’animale per essere certificato deve possedere determinati attributi e accontentare tutte le doti richieste

#### Caratteristiche generali
1. Comprovare un comportamento calmo e una propensione al lavoro[6]
2. Esibire un portamento sciolto e corretto. Questa valutazione viene fatta esclusivamente quando l’animale è cavalcato[6]
3. Sono presenti due classi per l’altezza nel registro KMSH/SMH:[6]
  - Classe A per gli animali alti almeno 142,24 cm al garrese
  - Classe B per gli animali alti tra i 111,76 e i 135, 13 cm al garrese

Non esiste limite superiore di altezza. Gli animali con altezza inferiore a 111,76 cm non possono essere registrati.

#### Caratteristiche di conformazione
- Il KMSH e il SMH devono essere più belli e più eleganti rispetto alle altre razze[6]
- Struttura mesomorfa in quanto adatto a svolgere sia attività atletiche che lavorative[6]
- Aspetto solido, gagliardo e ben bilanciato[6]
- Testa bella, né troppo lunga né troppo larga, proporzionata, con fronte grande e piana, mascella ben delineata e linea frontonasale vista di lato né eccessivamente piatta né eccessivamente arcuata[6]
- Misure complessive della testa medie. La faccia dell’animale deve essere gradevole agli occhi dell’osservatore[6]
- La lunghezza e la larghezza del collo sono medie. La linea dorsale del collo è più lunga rispetto alla linea ventrale. Il collo si attacca al tronco dietro la spalla. Il collo non deve essere legato al corpo troppo in basso nel petto. Il collo non deve essere rigido nei movimenti[6]
- È desiderabile poco garrese

1. I cavalli KMSH e SMH non devono avere difetti di conformazione[6]
  - Gli arti sia se visionati dal davanti che dal dietro devono essere perpendicolari. Non sono auspicabili garretti eccessivamente a falce e garretti troppo stangati. Pure gli zoccoli non devono essere ruotati verso l’interno o verso l’esterno. Non sono desiderabili altri difetti che non rispecchiano una normale struttura dal punto di vista degli arti[6]
  - Se osservati di profilo, gli animali devono avere le giuste proporzioni tra torace, addome e pelvi. Gli omeri perpendicolari e non troppo sotto il torace permettono una buona andatura[6]
  - Il cavallo ha una coscia forte e muscolosa. L'attaccatura della coda al corpo deve risultare più normale possibile[6]
2. Ai cavalli KMSHA è consentito avere qualsiasi colore. Le macchie bianche sono permesse ma solo su alcuni punti:
  - Il viso (non a mascherina)[6]
  - Gli arti (al massimo balzana alto-calzata)[6]
  - Ventre di biscia o di cerva[6]
3. Tutti gli animali che presentano un’eccessiva pezzatura per rientrare negli standard KMSHA non possono essere registrati come tali ma devono essere certificati dalla SMHA (una sussidiaria della KMSHA). Un cavallo o una cavalla che possiede un colore del corpo uniforme ed è frutto di almeno un genitore Spotted Mountain Horse, può essere registrato KMSHA con un test genetico che prova il fatto che la sua prole non sarà maculata. Un cavallo castrato nato a tinta unita da almeno un genitore SMHA può essere registrato/certificato sia in SMHA che in KMSHA (ma non entrambi) in quanto non può trasmettere i propri geni[6]
4. Fattrici e stalloni non possono più essere registrati nei libri di fondazione della KMSHA[6]
5. Tutte le fattrici (anche quelle esterne) che soddisfano gli standard di razza possono essere registrate nel programma “appendice cavalle” della KMSHA. Nel certificato di questi animali sarà indicata la dicitura “appendice fattrici”[6]
  - Le figlie femmine di cavalle appendice possono essere registrate e certificate[6]
  - I figli maschi di madre appendice e padre KMSHA/SMHA possono essere registrati e certificati[6]
  - I figli maschi di madre appendice e padre non KMSHA/SMHA devono essere castrati per poter essere registrati e certificati[6]
6. Tutti i cavalli pezzati che soddisfano i requisiti degli standard di razza possono tutt’ora rientrare nel libro di fondazione SMHA[6]

L’associazione consiglia fortemente l’allevamento della razza in purezza per far si che la razza arrivi ad avere dei requisiti peculiari che con il tempo possano arrivare a contraddistinguerla dalle altre.

## Registrazioni
Nel libro genealogico principale non possono essere registrati fattrici e stalloni di genitori non appartenenti all'associazione di razza, se rispecchiano lo standard di razza possono essere registrati, anche i castroni di genitori non registrati.  Si possono registrare come 'appendice' le fattrici di genitori non registrati, i puledri di queste fattrici devono obbligatoriamente essere castrati, e a questo punto se rispecchiano gli standard di razza possono essere registrati come Kentucky Mountain Saddle Horses completi.
Tobe è il prominente stallone fondatore di questa razza, di proprietà dell'allevatore Sam Tuttle. La maggior parte dei cavalli registrati nell'associazione di razza hanno Tobe come loro antenato